# 杨茂总兵墓
杨茂总兵墓，位于中国广东省河源市紫金县水墩乡雅布富强村胍子埔，为紫金县的一个县级文物保护单位，类型为古墓葬，公布时间为1987年6月。
杨茂总兵墓的历史年代为清代。